# (1864) Daedalus
(1864) Daedalus – planetoida z grupy Apollo okrążająca Słońce w ciągu 1,77 lat w średniej odległości 1,46 j.a. Została odkryta 24 marca 1971 roku w Obserwatorium Palomar przez Toma Gehrelsa. Nazwa planetoidy pochodzi od Dedala z mitologii greckiej.